# Saint-Jean-sur-Erve
Saint-Jean-sur-Erve är en kommun i departementet Mayenne i regionen Pays de la Loire i nordvästra Frankrike. Kommunen ligger i kantonen Sainte-Suzanne som tillhör arrondissementet Laval. År 2018 hade Saint-Jean-sur-Erve 395 invånare.

## Befolkningsutveckling
Antalet invånare i kommunen Saint-Jean-sur-Erve
| Referens: INSEE |